# Mike Harrington
Mike Harrington is de medeoprichter van het softwarebedrijf Valve Corporation.

## Carrière
Na gewerkt te hebben bij het spellenbedrijf Dynamix en Microsoft, richtte hij, samen met Gabe Newell, Valve Corporation op. Zij betaalden de ontwikkeling van hun eerste spel, Half-Life, zelf. Half-Life werd een fenomeen en won ruim 50 keer een prijs als Game of the Year. Het werd door het tijdschrift PC Gamer gezien als het beste computerspel ooit.
Na het succes van Half-Life beëindigde Harrington op 15 januari 2000 de samenwerking met Gabe Newell en verliet hij Valve voor een extra lange vakantie met zijn echtgenote.
Harrington keerde terug in de software-industrie in 2006, toen hij Picnik oprichtte samen met Darrin Massena. Picnik werd in maart 2010 overgenomen door Google. Harrington verliet Google in maart 2011 en heeft daarna samen met Massena Catnip Labs opgericht.